# Савчино (Брянская область)
Савчино — деревня в Дятьковском районе Брянской области, в составе Бытошского городского поселения. Расположена в 4 км к северу от посёлка городского типа Бытошь. Население — 13 человек (2010).
Возникла в середине XIX века (также называлась Рубча); бывшее владение Васильчикова, входила в приход села Бытоши. В 1895 была открыта церковно-приходская школа. С 1861 по 1924 в Бытошевской волости Брянского (с 1921 — Бежицкого) уезда; позднее в Дятьковской волости, Дятьковском районе (с 1929). С 1930-х гг. до 1969 в Старорубчанском сельсовете, в 1969-2005 в Будочковском сельсовете.
Улицы деревни: Заречная, Центральная.